# DEMAGOG (キタニタツヤのアルバム)
『DEMAGOG』（デマゴーグ）は、日本のシンガーソングライター・キタニタツヤのアルバム。2020年8月26日にMASTERSIX FOUNDATIONから発売された。

## 概要
キタニタツヤの3作目にしてメジャーデビュー・アルバムである。初回生産限定盤（CD+DVD）と通常盤（CD）の2形態で発売された。初回生産限定盤のDVD「Hug myself (your side) ～Live & Document from 2020.06.26 (Fri.) SHIBUYA CLUB QUATTRO～」には2020年6月26日に実施された配信ライブ「Hug myself (inside)」のパフォーマンス映像とドキュメンタリー映像が収録された。
サポート・ミュージシャンに平畑徹也（Pf. & Mellotoron）とMatt（Dr.）を招き、メインのミックス・エンジニアにThe Anticipation Illicit Tsuboi @ RDS Toritsudai、マスタリング・エンジニアにJohn Greenhamを起用した。サウンド面のコンセプトとしては、ファンク、ダンスミュージックテイストの前作『Seven Girls' H(e)avens』とオルタナティヴ・ロック中心の前々作『I DO (NOT) LOVE YOU.』の間を取りつつ、サポート・ドラマーのMattのブラックミュージック的なリズムとキタニのベースで作るグルーヴを軸に、原点回帰としてギター・ロックを目指した。また、制作にあたり影響を受けたアーティストとしてArctic Monkeys、Phoenix、Billie Eilish、Jacob Collier、Louis Coleを挙げている。
本作は「社会や日常の中で生じる嫌なことと、それに対する向き合い方」がテーマであり、アルバム前半の5曲で悪夢のような現実を描き、後半の2曲でそれに対する向き合い方を描く。また、タイトルの「DEMAGOG」は古代ギリシアの煽動的民衆指導者を意味し、これについてキタニは、「自分にとっては、強い、理想的な人物像。ウジェーヌ・ドラクロワの『民衆を導く自由の女神』という絵画のようなイメージ」「自分がそういう人間になれるかわからないけれど、強いことを言うアルバムを作ることができたら、今後の自分の人生において、いつか救いになると思った」と述べている。

## 収録曲
| 全作詞・作曲・編曲: キタニタツヤ。 |                        |              |              |      |
| #                                  | タイトル               | 作詞         | 作曲・編曲   | 時間 |
| 1.                                 | 「ハイドアンドシーク」 | キタニタツヤ | キタニタツヤ | 3:40 |
| 2.                                 | 「パノプティコン」     | キタニタツヤ | キタニタツヤ | 3:45 |
| 3.                                 | 「デッドウェイト」     | キタニタツヤ | キタニタツヤ | 3:05 |
| 4.                                 | 「人間みたいね」       | キタニタツヤ | キタニタツヤ | 4:00 |
| 5.                                 | 「悪夢」               | キタニタツヤ | キタニタツヤ | 3:23 |
| 6.                                 | 「デマゴーグ」         | キタニタツヤ | キタニタツヤ | 4:39 |
| 7.                                 | 「泥中の蓮」           | キタニタツヤ | キタニタツヤ | 3:19 |
| 合計時間:                          | 合計時間:              | 25:51        |              |      |

| #  | タイトル                                                 | 作詞 | 作曲・編曲 |
| -- | -------------------------------------------------------- | ---- | ---------- |
| 1. | 「Opening」                                              |      |            |
| 2. | 「Stoned Child」                                         |      |            |
| 3. | 「悪魔の踊り方」                                         |      |            |
| 4. | 「I DO NOT LOVE YOU.」                                   |      |            |
| 5. | 「波に名前をつけること、僕らの呼吸に終わりがあること。」 |      |            |
| 6. | 「輪郭」                                                 |      |            |
| 7. | 「Sad Girl」                                             |      |            |
| 8. | 「ハイドアンドシーク」                                   |      |            |

## クレジット
All songs written and arranged by キタニタツヤ

All songs mastered by John Greenham

Recording assisted by Renya Kirimoto

All songs recorded at BURNISH STONE RECORDING STUDIOS
ハイドアンドシーク
- Piano：平畑徹也
- Drums：Matt
- All Other Instrument & Programming：キタニタツヤ
- Recording, Mix：yasu (Tinkle-POP)

パノプティコン
- Drums：Matt
- All Other Instrument & Programming：キタニタツヤ
- Recording, Mix：The Anticipation Illicit Tsuboi @ RDS Toritsudai

デッドウェイト
- Drums：Matt
- All Other Instrument & Programming：キタニタツヤ
- Recording, Mix：The Anticipation Illicit Tsuboi @ RDS Toritsudai

人間みたいね
- Drums：Matt
- All Other Instrument & Programming：キタニタツヤ
- Recording, Mix：The Anticipation Illicit Tsuboi @ RDS Toritsudai

悪夢
- Piano, Mellotoron：平畑徹也
- All Other Instrument & Programming：キタニタツヤ
- Recording：yasu (Tinkle-POP)
- Mix：The Anticipation Illicit Tsuboi @ RDS Toritsudai

デマゴーグ
- Piano：平畑徹也
- Drums：Matt
- Chorus：Tomomi Nakayama, Hirohisa Katayama, Taichi Hirose
- All Other Instrument & Programming：キタニタツヤ
- Recording, Mix：The Anticipation Illicit Tsuboi @ RDS Toritsudai

泥中の蓮
- Drums：Matt
- All Other Instrument & Programming：キタニタツヤ
- Recording, Mix：yasu (Tinkle-POP)

## ライブ

### 「スタジオライブ "煽動"」
『DEMAGOG』のリリース日である2020年8月26日21時より、「スタジオライブ "煽動"」の映像がキタニタツヤのYouTubeチャンネルにてプレミア公開された。映像監督は松永つぐみ。9月5日と9月6日に東京、北海道、神奈川のCDショップにて追加上映されたほか、10月30日には本ライブより「デッドウェイト」の映像がキタニタツヤのYouTubeチャンネルにて公開された。

#### セットリスト
『DEMAGOG』収録の全楽曲を演奏した。
1. ハイドアンドシーク
2. パノプティコン
3. デッドウェイト
4. 人間みたいね
5. 悪夢
6. デマゴーグ
7. 泥中の蓮

#### ライブメンバー
- キタニタツヤ：Vocal, Bass
- 平畑徹也：Keyboards
- 秋好佑紀：Guitar
- Matt：Drums

### 「2nd Oneman Tour 2020 "DEMAGOG" DAY 1 ／ DAY 2」
2020年10月3日より、全国7都市を巡るツアー「2nd Oneman Tour 2020 "DEMAGOG"」の開催が予定されていたが、新型コロナウイルス感染症の感染拡大を鑑みツアーファイナルである東京公演を除く日程が中止となった。これを受けて、「2nd Oneman Tour 2020 "DEMAGOG" DAY 1 ／ DAY 2」と題し、11月5日に東京・恵比寿LIQUIDROOMにて追加公演を行った。また、DAY2となる11月6日の公演では有料ライブ配信が実施された。

#### 日程
| 公演年 | 公演日   | 会場                   | 備考 | 出典               |
| ------ | -------- | ---------------------- | --- | ------------------ |
| 2020年 | 10月3日  | 福岡Queblick           | 新型コロナウイルス感染症の流行を受けて開催中止。                                                                               | [ 2 ] [ 10 ] [ 9 ] |
| 2020年 | 10月10日 | 札幌SPiCE              | 新型コロナウイルス感染症の流行を受けて開催中止。                                                                               | [ 2 ] [ 10 ] [ 9 ] |
| 2020年 | 10月17日 | 名古屋CLUB UPSET       | 新型コロナウイルス感染症の流行を受けて開催中止。                                                                               | [ 2 ] [ 10 ] [ 9 ] |
| 2020年 | 10月18日 | 梅田Shangri-La         | 新型コロナウイルス感染症の流行を受けて開催中止。                                                                               | [ 2 ] [ 10 ] [ 9 ] |
| 2020年 | 10月23日 | 仙台LIVE HOUSE enn 2nd | 新型コロナウイルス感染症の流行を受けて開催中止。                                                                               | [ 2 ] [ 10 ] [ 9 ] |
| 2020年 | 11月5日  | 恵比寿LIQUIDROOM       | 11月6日の東京公演以外の日程が中止になったことを受けて11月5日に追加公演を行った。 11月6日の公演では有料ライブ配信が実施された。 | [ 2 ] [ 10 ] [ 9 ] |
| 2020年 | 11月6日  | 恵比寿LIQUIDROOM       | 11月6日の東京公演以外の日程が中止になったことを受けて11月5日に追加公演を行った。 11月6日の公演では有料ライブ配信が実施された。 | [ 2 ] [ 10 ] [ 9 ] |

#### セットリスト
DAY2 11月6日の公演より。
- 本編

1. ハイドアンドシーク
2. きっとこの命に意味は無かった
3. パノプティコン
4. トリガーハッピー
5. 夜がこわれる
6. デッドウェイト
7. 夢遊病者は此岸にて
8. 君が夜の海に還るまで
9. 波に名前をつけること、僕らの呼吸に終わりがあること。
10. Sad Girl
11. 人間みたいね
12. Stoned Child
13. クラブ・アンリアリティ
14. 悪夢
15. デマゴーグ
16. 泥中の蓮

- アンコール

1. 悪魔の踊り方
2. 芥の部屋は錆色に沈む

#### ライブメンバー
- Vocal, Bass：キタニタツヤ
- Keyboards：平畑徹也
- Guitar：秋好佑紀
- Drums：Matt